# Simon Hobday
Simon Forbes Newbold Hobday (Mahikeng, 23 juni 1940 – 2 maart 2017) was een Zuid-Afrikaanse golfprofessional die actief was op de Southern Africa Tour, de Europese PGA Tour en de Champions Tour.

## Loopbaan
Hobday werd geboren in de Zuid-Afrikaanse stad Mahikeng en verhuisde later naar Zambia. Hij woonde ook tijdelijk in Rhodesië. In 1966 vertegenwoordigde Hobday als een golfamateur zijn land op de Eisenhower Trophy.
In 1969 werd Hobday een golfprofessional en hij speelde meteen op de Southern Africa Tour, dat in 2000 vernoemd werd tot de Sunshine Tour. In 1971 behaalde Hobday zijn eerste profzege door het Zuid-Afrikaans Open te winnen. Later behaalde hij nog vijf overwinningen op de Southern Africa Tour.
In de jaren 1970 en 1980 speelde Hobday ook op de Europese PGA Tour en won hij daar twee golftoernooien. Hij won het Duits Open, in 1976, en het Madrid Open, in 1979. 
In de jaren 1990 speelde Hobday op de Champions Tour en won hij daar vijf toernooien waaronder het US Senior Open.
Simon Hobday overleed in 2017 op 76-jarige leeftijd aan de gevolgen van kanker.

## Prestaties

### Amateur
- 1966: Eisenhower Trophy (landencompetitie)

### Professional
Southern Africa Tour
- 1971: Zuid-Afrikaans Open
- 1978: Rhodesian Dunlop Masters
- 1978: Victoria Falls Classic
- 1979: Rhodesian Open (play-off met Denis Watson)
- 1981: ICL International
- 1985: Trustbank Tournament of Champions

Europese PGA Tour
| Nr. | Datum            | Toernooi    | Score           | Score | Info |
| --- | ---------------- | ----------- | --------------- | ----- | ---- |
| 1   | 15 augustus 1976 | Duits Open  | 67-68-65-66=266 | –18   |      |
| 2   | 22 april 1979    | Madrid Open | 67-73-71-74=285 | –3    |      |

Champions Tour
| Nr. | Datum             | Toernooi                        | Score           | Score | Info                          |
| --- | ----------------- | ------------------------------- | --------------- | ----- | ----------------------------- |
| 1   | 4 juli 1993       | Kroger Senior Classic           | 67-69-66=202    | –11   |                               |
| 2   | 12 december 1993  | Hyatt Senior Tour Championship  | 64-68-67=199    | –17   |                               |
| 3   | 3 juli 1994       | US Senior Open                  | 66-67-66-75=274 | –10   |                               |
| 4   | 4 september 1994  | GTE Northwest Classic           | 70-69-70=209    | –7    | Won de play-off van Jim Albus |
| 5   | 17 september 1995 | Brickyard Crossing Championship | 71-65-68=204    | –12   |                               |

Overige
- 1997: Vodacom Senior Classic (Zuid-Afrika)
- 2001: Nelson Mandela Invitational (met Martin Maritz; onofficieel evenement in Zuid-Afrika), Liberty Mutual Legends of Golf - Legendary Division (met Jim Albus)
- 2003: Nelson Mandela Invitational (met Lee Westwood; onofficieel evenement in Zuid-Afrika)